# Haematopota stackelbergi
Haematopota stackelbergi är en tvåvingeart som beskrevs av Olsufjev 1967. Haematopota stackelbergi ingår i släktet Haematopota och familjen bromsar. Inga underarter finns listade i Catalogue of Life.